# Cularina
La cularina es un alcaloide derivado de la benciltetrahidroisoquinolina aislado de Corydalis claviculata, Dicentra cucullaria, Dicentra eximia, Dicentra formosa y Dicentra oregana (Fumariaceae). Este compuesto muestra actividad anestésica e hipotensiva. [α]25D = +285 (c,0.8 in MeOH).